# Arne Jonasson
Arne Jonasson, född 1960, är en svensk musiker. Under 1980-talet var han den musiker som medverkat på flest skivor i Skellefteå. Jonasson är multiinstrumentalist och spelar, förutom olika gitarrer, fiol, saz, oud, cümbüş, suma, vevlira, sitar, e-bow, bouzouki, mey, nyckelharpa, pumporgel, saxofon, munspel, tablas och slagverk.

## Band
- Njutånger[2]
- Fem älgar i ett badkar[2]
- Trojka[2]
- Irene Trotz[2]
- Gazeuse
- West European Politics[2]
- Holy River Family Band
- Cauldron
- Kundalini
- Chameleon
- Brotherhood of eternal love
- Funkservice International
- House of Mojo